# Središnja knjižnica Srba u Hrvatskoj
Središnja knjižnica Srba u Hrvatskoj (srpski: Централна библиотека Срба у Хрватској / Centralna biblioteka Srba u Hrvatskoj) u Zagrebu formalno je osnovana 26. siječnja 1996. godine kada je knjižnica Srpskog kulturnog društva "Prosvjeta" postala središnja knjižnica srpske nacionalne manjine.
Fond knjižnice čine knjige o filozofiji, psihologiji, povijesti, srpskoj književnosti, religiji i drugim temama. Znatan dio književne građe sakupljen u prvim godinama po obnovi rada Društva bile su knjige na ćirilici i ekavici koje su početkom 1990-ih otpisane iz građe drugih knjižnica u Zagrebu.
Osim u Zagrebu, građa knjižnice se može posuditi i na 26 drugih lokacija lokalnih pododbora Prosvjete diljem Hrvatske. Knjižnica blisko surađuje s Narodnom bibliotekom Srbije, Bibliotekom Matice srpske, Veleposlanstom Republike Srbije u Zagrebu, Ministarstvom kulture i Ministarstvom za
dijasporu Republike Srbije.

## Povijest
Centralna biblioteka SKD Prosvjeta osnovana je 4. siječnja 1948. godine u Prosvjetinoj zgradi u Preradovićevoj ulici u Zagrebu. Knjižni fond se sastojao od 40 000 svezaka od čega je gotovo tri četvrtine bio fond nacionalne povijesti i književnosti. Knjižnica je zatvorena 1953. godine, a njen bogati knjižni fond predan je Muzeju Srba u Hrvatskoj, Sveučilišnoj knjižnici u Zagrebu i Jugoslavenskoj akademiji znanosti i umjetnosti. Samo društvo Prosvjeta djelovalo je do 1971. godine kad je zabranjeno, a formalno je ugašeno 1980. godine. Pokušaji obnove aktivnosti SKD "Prosvjeta" počeli su 1990. godine, da bi dvije godine kasnije, 1992. godine, društvo ponovo počelo s radom. Inicijativa za obnovu knjižnice postala je prioritet 1995. godine, a rad knjižnice je obnovljen u siječnju 1996. (na dan sv. Save).